# 바르바라 보난세아
바르바라 보난세아(이탈리아어: Barbara Bonansea, 1991년 6월 13일 ~ )는 이탈리아의 여자 축구 선수이다. 포지션은 미드필더 또는 공격수이며, 현재 이탈리아 세리에 A 펨미닐레의 유벤투스 소속으로 뛰고 있다.

## 클럽 경력
2004년에 토리노 청소년 팀에 입단하면서 선수 생활을 시작했으며 2006년에 토리노 성인 팀으로 승격되면서 세리에 A 펨미닐레 무대에 데뷔했다. 2012년에 브레시아로 이적한 이후에 브레시아의 세리에 A 펨미닐레 2회 우승, 여자 코파 이탈리아 2회 우승, 여자 수페르코파 이탈리아나 3회 우승에 기여했다.
2017년에 유벤투스로 이적했으며 2017-18 시즌에서 유벤투스의 세리에 A 펨미닐레 우승에 기여했다. 2018-19 시즌에서는 유벤투스의 세리에 A 펨미닐레 우승, 여자 코파 이탈리아나 우승에 기여했다.

## 국가대표 경력
2007년부터 2011년까지 이탈리아 여자 U-19 축구 국가대표팀 선수로 활동했다. 프랑스에서 개최된 2008년 UEFA U-19 여자 축구 선수권 대회에서 이탈리아의 우승에 기여했으며 이탈리아에서 개최된 2011년 UEFA U-19 여자 축구 선수권 대회에서 이탈리아의 준결승전 진출에 기여했다.
2012년 9월 19일에 열린 그리스와의 UEFA 여자 유로 2013 예선 원정 경기에 처음 출전하면서 이탈리아 여자 축구 국가대표팀 선수로 데뷔했으나 UEFA 여자 유로 2013 최종 명단에는 제외되었다. 2015년 FIFA 여자 월드컵 유럽 지역 예선에서는 북마케도니아와의 2015년 FIFA 여자 월드컵 유럽 지역 예선 홈 경기에서 나온 해트트릭을 포함해 총 7골을 기록했다.
2015년 11월에는 중국과의 친선 경기를 앞둔 이탈리아 여자 축구 국가대표팀 명단에 이름을 올렸다. 중국과의 친선 경기 1차전은 12월 3일에 중국 구이양에서 열렸고 친선 경기 2차전은 12월 6일에 중국 취징에서 열렸다. 2016년 11월에는 브라질 마나우스에서 열린 4개국 친선 여자 축구 토너먼트에 참가했다.
네덜란드에서 개최된 UEFA 여자 유로 2017에서 참가했으나 이탈리아는 조별 예선에서 1승 2패를 기록하면서 탈락했다. 프랑스에서 개최된 2019년 FIFA 여자 월드컵에서는 오스트레일리아와의 조별 예선 경기에서 2골을 기록하면서 2-1 승리를 기록했는데 이탈리아는 해당 대회에서 8강전에 진출하는 성과를 기록했다.

## 수상

### 클럽
브레시아
- 세리에 A 펨미닐레 2회 우승 (2013-14, 2015-16)
- 여자 코파 이탈리아 2회 우승 (2014-15, 2015-16)
- 여자 수페르코파 이탈리아나 3회 우승 (2013-14, 2014-15, 2015-16)

유벤투스
- 세리에 A 펨미닐레 2회 우승 (2017-18, 2018-19)
- 여자 코파 이탈리아나 1회 우승 (2018-19)

### 개인
- 2016년 이탈리아 축구 선수 협회(AIC) 세리에 A 펨미닐레 올해의 선수 선정
- 2019년 이탈리아 축구 선수 협회(AIC) 세리에 A 펨미닐레 베스트 일레븐 선정